# Râle de Böhm
Sarothrura boehmi
Espèce
Statut de conservation UICN

 LC  : Préoccupation mineure
Le Râle de Böhm (Sarothrura boehmi Reichenow, 1900) est une espèce d'oiseau d'Afrique centrale appartenant à la famille des Sarothruridae.
Le nom de l'espèce commémore le zoologiste allemand Richard Böhm (1854-1884).